# Ernst Mumenthaler (Architekt)
Ernst Mumenthaler (geb. 1901 in Basel; gest. 8. Dezember 1978 ebenda) war ein Schweizer Architekt, Innenarchitekt, Möbelentwerfer und Gestalter.

## Leben und Werk
Ernst Mumenthaler war der jüngere Bruder von Jakob Mumenthaler (* 1894). Dieser unterrichtete an der Allgemeinen Gewerbeschule Basel und brachte ihn in jungen Jahren in Kontakt mit Bauen, Malerei und Bildhauerei.
Mumenthaler besuchte die Allgemeine Gewerbeschule Basel und verdiente sich seinen Lebensunterhalt als Bauarbeiter und Bauhandlanger. An der Schule befreundete er sich mit Otto Meier (1901–1982), mit dem er von 1925 bis 1974 ein gemeinsames Architekturbüro in Basel betrieb. Beide waren Architekten, welche die Probleme des Gestaltens und Bauens in einen grösseren Zusammenhang stellten. Ihre Vorbilder waren Viollet-le-Duc, Gottfried Semper, Hendrik Berlage, Heinrich Tessenow, Adolf Loos und Auguste Perret.
Mumenthaler und Meier gewannen 1927 den 1. Preis bei einem vom Schweizerischen Werkbund durchgeführten Wettbewerb. 1928 statteten sie für die Ausstellung «Das neue Heim» im Gewerbemuseum Zürich drei Räume mit Einrichtungsgegenständen, die als Typenmöbel aus Normeinheiten konzipiert waren und den Vorgaben des Wettbewerbs entsprachen. Für alle Haustypen, die 1930 an der ersten schweizerischen Wohnausstellung Basel (WOBA) von vierzehn Architekten aus der ganzen Schweiz entworfen worden waren, richteten Mumenthaler und Meier je eine Wohnung ein. Zudem bauten sie einen eigenen Haustyp und besorgten die gesamte grafische Gestaltung, von der Ausstellung bis zum Signet.
Als frühes Mitglied der Gruppe 33 sorgte Mumenthaler dafür, dass seine Künstlerfreunde an seinen Bauten mit beteiligt waren. Er beschäftigte sich zudem intensiv mit Graphik, Typographie und Plakatkunst.
Mumenthaler entwarf 1921 die erste «moderne» Fasnachtsplakette. 1960 übernahm er die Gestaltung und die Einrichtung für die Ausstellung zur 500-Jahr-Feier der Universität Basel. Zum dreissigjährigen Bestehen der Gruppe 33, die er zusammen mit Otto Abt betreute, entwarf Mumenthaler auch den Katalog und das Plakat. Zeitweise arbeitete er mit Theo Ballmer zusammen, u. a. für die Schweizerische Landesausstellung 1939.
Zusammen mit Meier errichtete er für den an der Universität Basel lehrenden Professor der Theoretischen Physik Kurt Alder-Kissling (1927–2019) und dessen Frau Adrienne Fiorenza Alder-Kissling (1930–2018) von 1965 bis 1966 ein Einfamilienhaus am Bischoffweg 24 in Riehen.
Verschiedene Projekte, die er zusammen mit Ernst Egeler plante, kamen nicht zur Ausführung. So «die Anstalt zur guten Hoffnung» in Reinach und das Oekonomiegebäude des Bürgerspitals. Mumenthaler war Mitglied in der staatlichen Heimatschutzkommission und in der Kommission des Kunstkredits Basel-Stadt, zudem langjähriges Mitglied im Bund Schweizer Architektinnen und Architekten und im Schweizer Werkbund.
Ernst Mumenthaler war einer der letzten Architekten, die in den Aufbruchzeiten des Neuen Bauens während der 1920er- und 1930er-Jahre aktiv mitgewirkt haben.

## Bauten und Typenmöbel Einrichtung (Auswahl)
- 1918–1924: Siedlung «Im Vogelsang» in Basel. (von Hans Bernoulli)
- 1929–1931: Wohnhaus der Genossenschaft «Neuweg» 2–5 in Basel (Vorprojekt von Hans Schmidt und Paul Artaria)
- 1929–1931: Alters- und Erholungsheim Eben-Ezer 8–13 in Frenkendorf (zusammen mit Jakob Mumenthaler)
- 1933/1934: Kinderheim in Riehen
- 1944/1945: Siedlung «Drei Linden» in Basel (zusammen mit August Künzle)
- 1954–1956: Wohnblock im Gellert in Basel[6]
- 1956–1961: Gymnasium Kirschgarten und Naturwissenschaftliches Gymnasium in Basel (zusammen mit Hans Bernoulli). Betonrelief im Treppenhaus von Charles Hindenlang, Wandmosaik im Zwischenraum von Otto Abt, Glasmosaik und Brunnenfigur von Bénédict Remund.